# Encyclopædia Britannica 1911
 (octobre 2020).

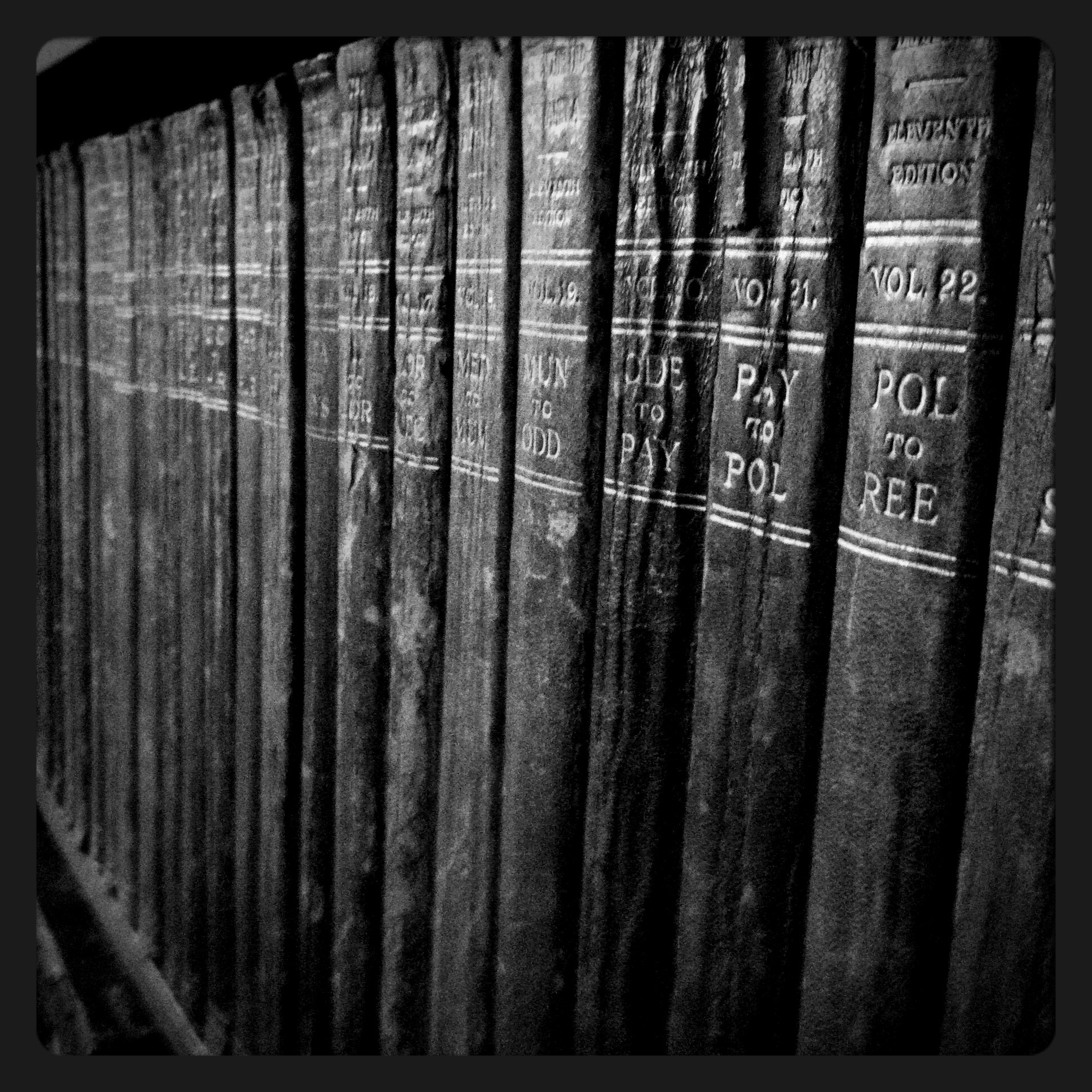

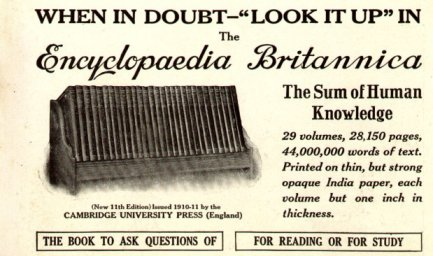
Publicité pour la 11e édition de l'Encyclopædia Britannica, datant de mai 1913 et parue dans le National Geographic Magazine

La XIe édition de l'Encyclopædia Britannica (1911) représente, sous beaucoup d'aspects, la somme des connaissances du début du XXe siècle. Cette édition est encore considérée comme la plus grande édition de l'Encyclopédie britannique avec beaucoup d'articles ayant dix fois la longueur de ceux des autres encyclopédies de l'époque.

## Présentation
Certains articles ont été écrits par les érudits les plus connus de l'époque, comme Edmund Gosse, Algernon Charles Swinburne, John Bagnell Bury, John Muir, Pierre Kropotkine, Thomas Henry Huxley, William Michael Rossetti, Albert Einstein et Henry Ford, mais aussi par bien des noms moins connus. Beaucoup d'autres articles venaient de la IXe édition, certains avec peu de modifications, d'autres de la longueur d'un livre furent divisés en articles plus courts, plus faciles à consulter et d'autres furent lourdement abrégés. Beaucoup d'articles ont encore de la valeur de nos jours et sont intéressants pour les lecteurs modernes. Les auteurs les plus connus, en général, cependant, contribuèrent pour un unique article. La plus grande partie du travail a en effet été réalisée par un groupe de journalistes et la direction du British Museum. Certains de ces contributeurs moins connus ont atteint, plus tard, la célébrité comme Ernest Rutherford et Bertrand Russell.
Elle reflète aussi la mentalité de l'époque : l'article sur la guerre de Sécession et les États sudistes des États-Unis est raciste, avec des remarques sur les « nègres indolents »,.
La XIe édition est une remarquable réorganisation et réécriture de l'Encyclopédie britannique qui a été publiée la première fois en trois volumes en 1768. La XIe édition a servi de base pour chacune des éditions suivantes jusqu'en 1974 quand, pour la nouvelle XIVe édition, elle a été complètement refondue.
Dans la XIe édition, pour la première fois, des femmes contribuent pour un quart des articles.